# عبد العزيز بوتفليقة
عبد العزيز بُوتَفْلِيقَة (2 مارس 1937، وجدة(1) - 17 سبتمبر 2021، زرالدة بالجزائر العاصمة)، الرئيس العاشر للجزائر منذ التكوين والرئيس السابع منذ الاستقلال. في يناير 2005 عيّنه المؤتمر الثامن رئيساً لحزب جبهة التحرير الوطني. ولد بمدينة وجدة المغربية، التحق بعد نهاية دراسته الثانوية بصفوف جيش التحرير الوطني الجزائري وهو في 19 من عمره في عام 1956. في نوفمبر 2012، تجاوز في مدة حكمه مدة حكم الرئيس هواري بومدين ليصبح أطول رؤساء الجزائر حكماً. وفي 23 فبراير 2014، أعلن وزيره الأول عبد المالك سلال ترشحه لعهدة رئاسية رابعة وسط جدال حاد في الجزائر حول صحته ومدى قدرته على القيام بمهامه كرئيس دولة ترشح لعهدة خامسة وسط جدل كبير في الشارع الجزائري حيث قابل الشعب ترشحه بالرفض لحالته الصحية بعد خروجهم في مظاهرات 22 فبراير 2019  ليعلن اسقالته يوم 2 أبريل 2019 حيث عُيّن رئيس مجلس الأمة عبد القادر بن صالح رئيس دولة بالنيابة من طرف المجلس الدستوري

## النشأة

### الأصول

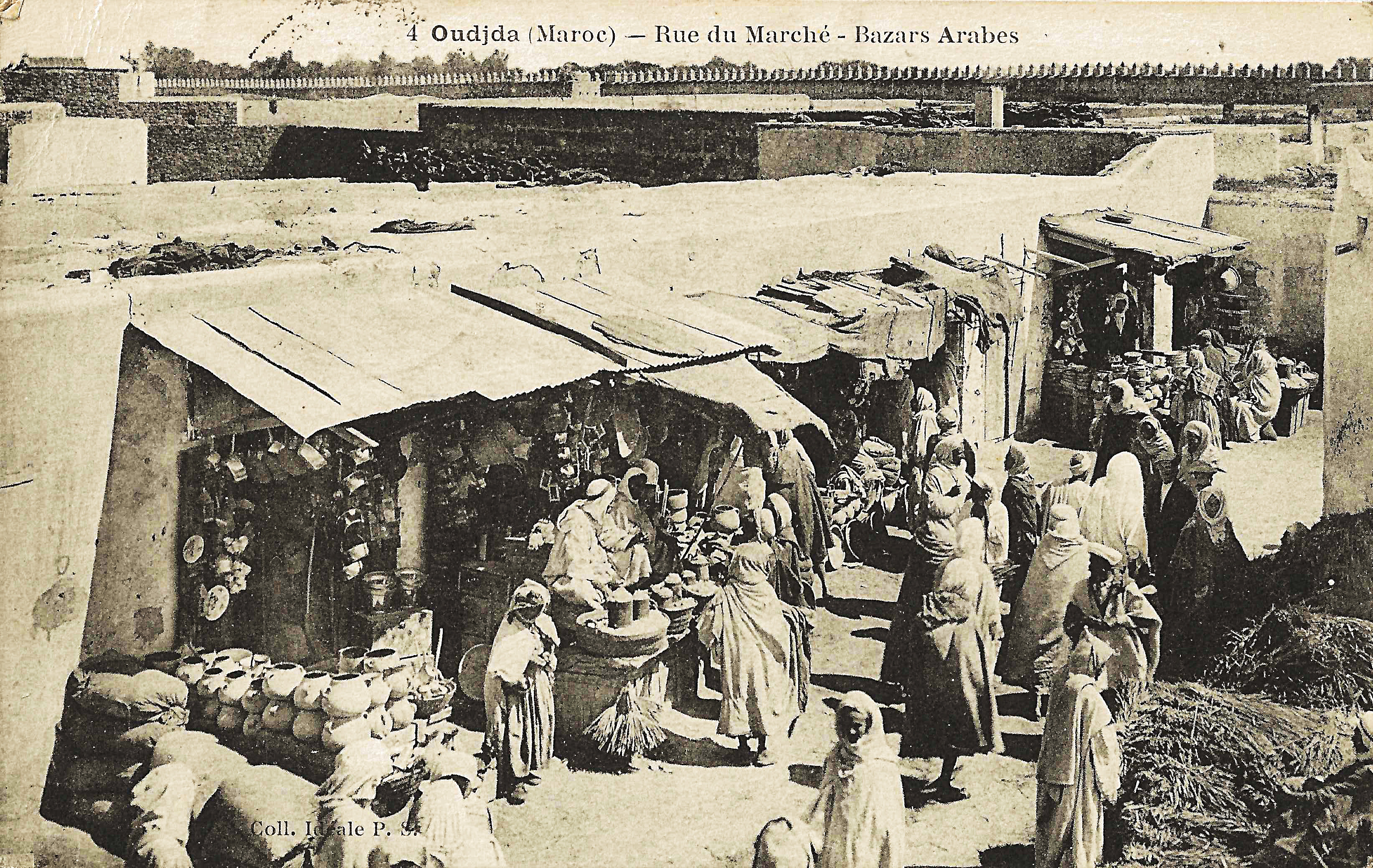
شارع السوق في وجدة، قرابة عام 1920.

ولد عبد العزيز بوتفليقة في 2 مارس 1937 بوجدة(1)، وهي مدينة في شرق المغرب حيث هاجر والداه. كلاهما من ندرومة، بلدة في غرب الجزائر بمنطقة تلمسان، ولد بالقرب منها والده أحمد بوتفليقة عام 1898، ووالدته منصورية غزلاوي عام 1916.
هاجر أحمد بوتفليقة من الجزائر(2) لـ«أسباب إقتصادية»، وفقًا لـجون أفريك، أو «فرارًا من القمع الاستعماري» بحسب جريدة الوطن.(3)
في وجدة، بعد أن كان خياطًا، أصبح أحمد بوتفليقة وكيلًا في سوق المدينة نيابة عن جزائري آخر، وهو أيضًا صاحب حمام تديره والدته منصورية غزلاوي.
لعبد العزيز بوتفليقة أربعة أشقاء، عبد الغني (توفي في 7 فبراير 2021)، مصطفى (توفي عام 2010)، عبد الرحيم (يُسمى أحيانًا ناصر) وسعيد، أختان شقيقتان، لطيفة وزهور، وثلاثة أخوات غير شقيقات فاطمة ويمينة وعائشة. وهو الابن الأول لأمه والثاني لأبيه بعد البكر أخته غير الشقيقة فاطمة.
وفقًا لـ روبرت الصغير لأسماء العلم [الفرنسية]، فإن اسم بوتفليقة يأتي من العربية الجزائرية، والذي يعني «الذي يفجر كل شيء».

### الحياة الخاصة والعائلية
خلال فترة رئاسته، لم يُقدم عبد العزيز بوتفليقة أي مؤشر على حالته الزوجية. في أغسطس 1990 تزوج بأكبر قدر من السرية بأمل التريكي، ابنة الدبلوماسي يحيى التريكي. لم يُرزقا بأطفال وهي تعيش الآن في باريس، وقد تطلقا.

### التكوين
تلقى عبد العزيز بوتفليقة دروسه الأولى في بداية الأربعينيات، في سيدي زيان، وهي مدرسة حديثة تأسست عام 1907، بعد يوم من استيلاء قوات ليوطي على وجدة. في عام 1950 التحق بالمدرسة الكشفية. واصل تعليمه في ثانوية عبد المومن في وجدة، حيث انضم إلى خلية الاستقلال، وهو حزب قومي مغربي.

### أثناء الثورة

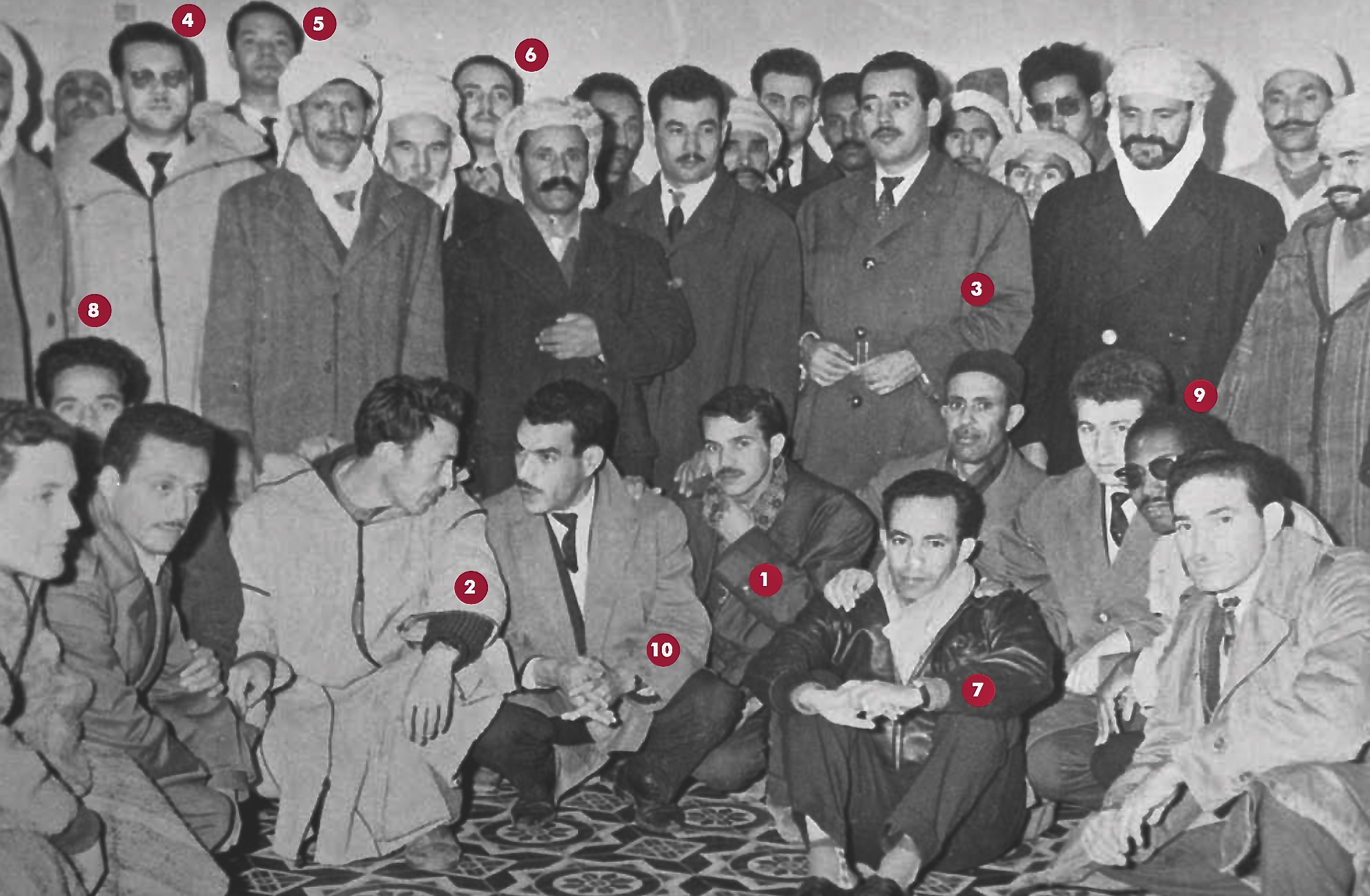
بوتفليقة ضمن "مجموعة وجدة"، في عام 1958. (الرابض في المركز رقم 1).

خلال ثورة التحرير الجزائرية، أمر جيش التحرير الوطني، الفرع العسكري لجبهة التحرير الوطني، الحزب القومي الرئيس، جميع طلاب المدارس الثانوية والجامعات الجزائرية بالانضمام إلى صفوفه. في سن 19، انضم عبد العزيز بوتفليقة إلى «جيش الحدود» وقواعده المُقامة على أراضي المغرب، والذي استعاد لتوه استقلاله.(4) تابع التدريب العسكري بمدرسة إطارات جيش التحرير الوطني في دار الكبداني، بين وجدة والناظور، ثم أصبح مراقبًا عامًا للولاية الخامسة (الغربية)، وتمثلت مهمته في «الدفاع عن قضية جيش التحرير الوطني» أمام سكان الريف الجزائري، للحصول على الحشد والتآزر. كرس نفسه لهذه الوظيفة لمدة عشرة أشهر، بين 1957 و1958.
في عام 1958، عيّنه هواري بومدين سكرتيرًا إداريًا، والذي ترقى من منصب قيادة الولاية الخامسة إلى رئاسة الأركان الغربية، ثم هيئة الأركان العامة [الفرنسية]، ضمن «مجموعة وجدة». في عام 1960، أُرسل في مهمة إلى الحدود الجنوبية، ومن هناك عاد باللقب «عبد القادر المالي». في عام 1961، في وقت النزاع بين هيئة الأركان العامة والحكومة الجزائرية المؤقتة، طلب منه هواري بومدين أن يجد الدعم بين «القادة التاريخيين» ثم سُجن في قلعة أونوي [الفرنسية]: فلعب دورًا حاسمًا في إبرام تحالف مع أحمد بن بلة.
انجر عن مسؤولياته في ذلك الوقت، اتهام السياسي الفرنسي بيير ميسمير ‏ في عامي 2002 و 2005 له بالتخطيط في عام 1962 لمجزرة الحركى. بالنسبة للمؤرخ بيير فيدال ناكيه، هذه المذبحة هي جزء من منطق ثأر عائلي [الفرنسية] غير مخطط له، وهي نتيجة للانتقام الشعبي.

## الخلفية السياسية

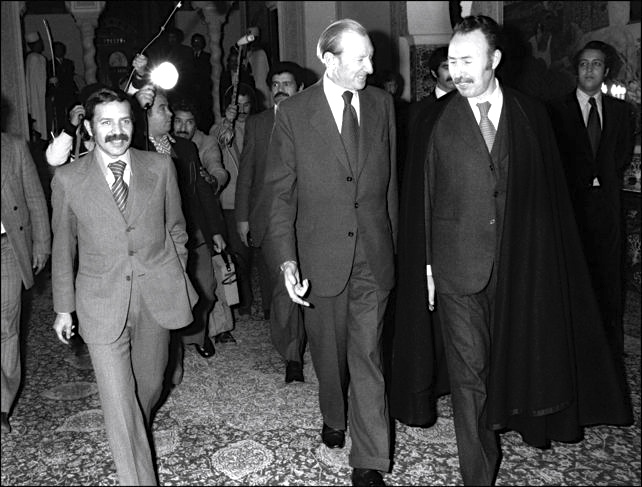
في الجزائر العاصمة عام 1975، رئيس الجمهورية الجزائرية هواري بومدين (في المقدمة إلى اليمين) ووزير خارجيته عبد العزيز بوتفليقة (في المقدمة إلى اليسار).

### بعد الاستقلال
بعد الاستقلال في عام 1962 تقلد العضوية في أول مجلس تأسيسي وطني [الفرنسية]، ثم تولى وزارة الشباب والرياضة والسياحة في حكومة الرئيس أحمد بن بلة وهو في سن الخامسة والعشرين. انتخب نائباً عن تلمسان في المجلسين التشريعيين الأول والثاني. بعد مؤتمر جبهة التحرير الوطني في أبريل، عُين في 1963 عضوًا في اللجنة المركزية والمكتب السياسي لجبهة التحرير الوطني
منذ عام 1963، استدعي لتولي عديد المهام في الخارج وزيرًا مؤقتًا للخارجية. في يونيو 1963 ثُبّت في منصبه، والذي ظل فيه حتى وفاة الرئيس هواري بومدين. بعدما أقاله الرئيس أحمد بن بلة في 28 مايو 1965، شارك في انقلاب 19 يونيو 1965 الذي قاده هواري بومدين على الرئيس أحمد بن بلة وصار لاحقًا عضوًا لمجلس الثورة.(4) وبعد ثلاث سنوات، أبرم مع فرنسا، نيابة عن الجمهورية الجزائرية، اتفاقية 27 ديسمبر 1968 المتعلقة بالتنقل والتوظيف والإقامة في فرنسا للمواطنين الجزائريين وعائلاتهم، وهي حجر الزاوية في سياسة الهجرة الجزائرية الكبيرة.
خلال فترة ولايته، جعل بوتفليقة - أصغر وزير خارجية في العالم في ذلك الوقت - من الجزائر المتحدث الرسمي باسم العالم الثالث والعمل لتوحيد عملهم خاصة بمناسبة انعقاد قمتي منظمة الـ 77 منظمة الوحدة الإفريقية المنعقدتين بالجزائر، وكذالك بمناسبة الأعمال التحضيرية لقمة دول عدم الانحياز، وكان المحاور المميز في العلاقات بين الشمال والجنوب ‏ . خلال نفس الفترة، حصل على أكبر تكريس له برئاسة الدورة 29 للجمعية العامة للأمم المتحدة عام 1974. وعمل على النداء للوحدة العربية بمناسبة قمة الخرطوم سنة 1967 ثم تزامنًا مع حرب أكتوبر 1973. كما عمل على إفشال الحصار ضد الجزائر بمناسبة تأميم المحروقات.

### عبور الصحراء
بعد وفاة الرئيس هواري بومدين، وبحكم العلاقة الوطيدة التي كانت تربطه به ألقى كلمه الوداع.
عينه الرئيس الشاذلي بن جديد وزيرا للدولة عام 1979. ومع ذلك، فقد أُبعد بوتفليقة تدريجيًا عن المشهد السياسي والذي تركه عام 1981. مَثُل أمام المجلس التأديبي لجبهة التحرير الوطني الذي استبعده من اللجنة المركزية وأتهم بعدة عمليات اختلاس بين سنة 1965 وسنة 1978 وصلت قيمتها إلى 6 ملايين سنتيم آنذاك، حيث حوكم من قبل مجلس المحاسبة: «لقد اختلس من خزينة مختلف القنصليات الجزائرية بالخارج ما يعادل 60 مليون فرنك وضعها في حسابين مفتوحين لدى شركة البنك السويسري». صدر أمر قضائي بتوقيفه حسب (جريدة المجاهد 09 أغسطس 1983)، وقد أثيرت حينها قضية ارتباطه بالفساد ثم أُسدل الستار على تلك القضية.
ومنها غادر بوتفليقة الجزائر عام 1981 واختار الذهاب إلى المنفى لمدة ست سنوات بين سويسرا — حيث أعد أطروحة لفترة من الوقت، والتي بقيت غير مكتملة - في كانتون فود، والإمارات العربية المتحدة. عمل مستشارًا دوليًا، وتفرغ للأعمال التجارية واستمر في النمو الثري.
لكن في 1986، عفى عنه الرئيس الشاذلي بن جديد ولم يعد إلى الجزائر إلا في يناير/ كانون الثاني 1987، وكان من موقّعي وثيقة الـ 18 التي تلت أحداث 5 أكتوبر 1988، وشارك في مؤتمر جبهة التحرير الوطني لعام 1989، الذي انتخبه عضوًا في اللجنة المركزية. وحاول أن يتولى مهام وزير، لكنه رفض هذه الاقتراحات، ولم يستجب عام 1994 للطلبات التي تلقاها على خلفية توليه مهام رئيس الدولة. ثم عُين الجنرال المتقاعد الأمين زروال لقيادة البلاد وعاد على إثرها بوتفليقة إلى سويسرا.

## رئاسة الجمهورية
تواجده خارج الجزائر لم يكن واضحاً، إلا أنه أخذ الإمارات مستقرًا مؤقتًا. عاد بعدها بطلب من دوائر السلطة للانتخابات الرئاسية. معلناً نيته دخول المنافسة الرئاسية في ديسمبر 1998 كمرشح حر. وقبل يوم من إجراء هذه الانتخابات انسحب جميع المرشحين المنافسين الآخرين حسين آيت أحمد، مولود حمروش، مقداد سيفي، أحمد طالب الإبراهيمي، عبد الله جاب الله، يوسف الخطيب بحجة دعم الجيش له ونيه التزوير الواضحة، ليبقى هو المرشح الوحيد للانتخابات. ونجاحه بالانتخابات لم يكن بارزا، كما وصفته الأوساط السياسية بالرئيس المستورد مثله مثل الرئيس بوضياف كاشفاً الخلل العميق في السلطة.

### السياسة الداخلية
شهدت فترة رئاسته الأولى مشاكل سياسية وقانونية ومشاكل مع الصحافة وخرق حرياتها لصالح الصحفيين والحقوقيين، وفضائح المال العام مع بنك الخليفة وسياسة المحاباة في الحقائب الوزارية والصفقات الدولية المشبوهة حيق التلاعب في المناقصات من أجل شركات الاتصلات للهواتف المحمولة.
تميزت فترته الرئاسية الأولى وبعد أحداث القبائل باعتبار الأمازيغية لغة وطنية. شرع في برنامج واسع لتعزيز الدولة الجزائرية من خلال إصلاح هياكلها ومهامها ومنظومتها القضائية ومنظومتها التربوية، واتخاذ جملة من الإجراءات الاقتصادية شملت على وجه الخصوص إصلاح المنظومة المصرفية بقصد تحسين أداء الاقتصاد الجزائري مما مكن الجزائر من دخول اقتصاد السوق واستعادة النمو ورفع نسبة النمو الاقتصادي.
باشر في مسار تشريعي للوئام المدني حرص على تكريسه عن طريق استفتاء شعبي نال فيه أكثر من 98% من أصوات الناخبين.

#### حقوق المرأة
عرفت فترة حكم بوتفليقة تطور في ترقية حقوق المرأة وتكرس ذلك من خلال تعديل الدستور الأخير وتنص «المادة 36 (جديدة) : تعمل الدولة على ترقية التناصف بين الرجال والنساء في سوق التشغيل.
تشجع الدولة ترقية المرأة في مناصب المسؤولية في الهيئات والإدارات العمومية وعلى مستوى المؤسسات.».
بلغ عدد النساء اللواتي تولّين مناصب وزارية في عهده 20 وزيرة هم: (1) هدى إيمان فرعون، (2) غنية الدالية، (3) جميلة تمازيرت، (4) فاطمة الزهراء زرواطي، (5) مريم مرداسي، (6) نورية بن غبريط رمعون، (7) مونية مسلم، (8) عائشة طاغابو، (9) دليلة بوجمعة، (10) نادية لعبيدي، (11) الزهراء دردوري، (12) نورية يمينة زرهوني، (13) خليدة تومي، (14) سعاد بن جاب الله، (15) نوارة سعدية جعفر، (16) فتيحة منتوري، (17) سكينة مساعدي، (18) بثينة شريط، (19) فاطمة الزهراء بوشملة، (20) ليلى حمو بوتليليس.
شغلن بـ 67 حقيبة وزارية في الحكومات التالية:
حكومة بن فليس الثالثة (5 حقائب)، حكومة أويحيى الثالثة (4 حقائب)، حكومة أويحيى الثالثة (4 حقائب)، حكومة أويحيى الخامسة (2 حقائب)، حكومة بلخادم الأولى (3 حقائب)، حكومة بلخادم الثانية (4 حقائب)، حكومة أويحيى السادسة (3 حقائب)، حكومة أويحيى السابعة (3 حقائب)، حكومة أويحيى الثامنة (3 حقائب)، حكومة أويحيى التاسعة (3 حقائب)، حكومة سلال الأولى (2 حقائب)، حكومة سلال الثانية (4 حقائب)، حكومة سلال الثالثة (6 حقائب)، حكومة سلال الرابعة (4 حقائب)، حكومة سلال الخامسة (4 حقائب)، حكومة تبون (4 حقائب)، حكومة أويحيى العاشرة (4 حقائب)، حكومة بدوي (5 حقائب).

### السياسة الخارجية
قام بمواصلة بناء اتحاد المغرب العربي. كما أبرمت الجزائر اتفاق شراكة مع الاتحاد الأوروبي في 22 أبريل 2001، كما أصبحت الجزائر تشارك في قمة مجموعة الثمانية منذ سنة 2000.
كان بوتفليقة نشطًا أيضًا على الساحة السياسية الدولية، حيث ساهم بعودة الجزائر إلى الشؤون الدولية، بعد ما يقرب من عقد من العزلة الدولية بسبب الحرب الأهلية في الجزائر، ترأس الاتحاد الأفريقي في عام 2000، وساهم في بناء معاهدة الجزائر للسلام بين إريتريا وإثيوبيا، ودعم جهود السلام في منطقة البحيرات الكبرى الأفريقية. كما ساهم في معاهدة صداقة مع إسبانيا القريبة في عام 2002، ورحب بالرئيس الفرنسي شيراك في زيارة دولة إلى الجزائر في عام 2003. كان القصد من هذا بمثابة مقدمة لتوقيع معاهدة الصداقة.

#### روسيا

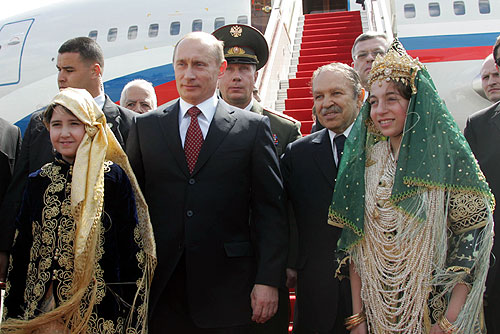
استقبال بوتين من قبل عبد العزيز بوتفليقة بمطار هواري بومدين سنة 2006.

شهدت العلاقات الجزائرية الروسية في عهد بوتفليقة دفعة جديدة للتعاون البناء والعلاقات الإستراتيجية المتميزة بين البلدين، وذلك من خلال الزيارات المتبادلة والمتكررة بين الرئيسين الجزائري والروسي وكبار المسؤولين بالبلدين، بهدف تعزيز العلاقات الثنائية وتدعيم دور البلدين فيما يخص القضايا الإقليمية والدولية، وكذلك للمشاركة في المناسبات للبلدين، وتم خلال بعض تلك الزيارات التوقيع على عدد هام من الاتفاقيات وكانت أبرز الزيارات هي
زيارة بوتين للجزائر سنة 2006 وزيارة بوتفليقة لروسيا سنة 2008.

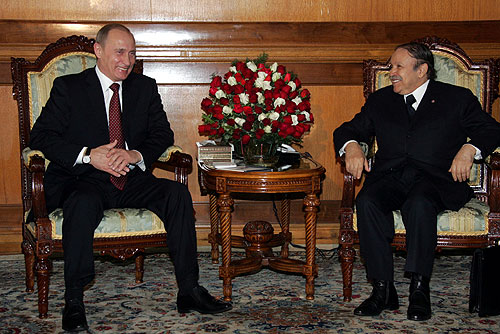
الرئيس الجزائري بوتفليقة والرئيس الرئيس بوتين، قصر المرادية، الجزائر 2006.

على المستوى العسكري، استمر التنسيق والتعاون بين روسيا والجزائر سواء من خلال توقيع اتفاقيات التسليح وذلك من خلال شطب ديون الجزائر تمثلت في سنة 2006 أثناء زيارة بوتين للجزائر وشطبت الديون مرة ثانية سنة 2018 بقيمة 4.7 ملايير دولار، مقابل عقد اتفاقيات جديدة وباعت روسيا للجزائر عدة أسلحة متطورة، وتعتبر الجزائر من بين أهم شركاء روسيا في المجال العسكري بأفريقيا، وتم إجراء المناورات العسكرية المشتركة وتكرار انعقاد اجتماع اللجان العسكرية الجزائرية - الروسية المشتركة.

#### المغرب
ظلت العلاقات مع المغرب متوترة إلى حد كبير، مع الاشتباكات الدبلوماسية بشأن قضية الصحراء الغربية، ودائمًا ما يؤكد عبد العزيز بوتفليقة بموقف الجزائر الثابت اتجاه قضايا حق تقرير المصير كقضية الصحراء الغربية واعتبر سنة 2013 أن الجزائر لا تزال على قناعة بأن توسيع صلاحيات بعثة المينورسو (بعثة الأمم المتحدة لتنظيم استفتاء في الصحراء الغربية) لتشمل تكفل الأمم المتحدة بمراقبة حقوق الانسان في الصحراء الغربية وأنه يعتبر ضرورة ملحة. وكذلك أكد سنة 2016 على دعم الجزائر لاستقلال الصحراء الغربية وأنها سوف تبذل مزيد من الجهد لتحريك المفاوضات المباشرة بين المملكة المغربية وجبهة البوليساريو.

#### فلسطين
ساهم بوتفليقة في استمرار دعم الجزائر للقضية المركزية الفلسطينية حيث أكد في العديد من المناسبات والفعاليات على هذا وكان آخر مرة صرح بهذا سنة 2019 من خلال موقف بلاده الجزائر الداعم للقضية الفلسطينية وإصرارها على مواصلة دعم كفاح الشعب الفلسطيني وتمسكه بثوابته حتى إقامة دولة فلسطين وعاصمتها القدس.
حيث ترجم هذا الدعم من خلال عدة مساعدات مالية وقدرت خلال 10 السنوات الأولى في عهدته بـ 730 مليون دولار بالإضافة إلى المساعدات العينية على غرار الملابس والأغذية والأدوية، وكان بوتفليقة قد أرسل مساعدة مالية تقدر بـ 26 مليون دولار وكانت الجزائر آنذاك أول دولة عربية تدعم السلطة الفلسطينية ماليًّا سنة 2013.

#### أفريقيا
خلال عهدته خاصة الأولى والثانية ساهم عبد العزيز بوتفليقة في دعم دول أفريقيا وقدرت خلال فترة (1999-2010) بـ 300 مليون دولار وذلك تماشيا مع المسعى الديبلوماسي والسياسة الخارجية للجزائر في مساعدة دول أفريقيا ودول جنوب جنوب والمساهمة في تقريب الرؤى والحوار في عدة خلافات من أجل تقوية الحكومات المركزية ومحاربة الإرهاب (القاعدة) وتتمثل المساعدات في بناء قواعد عسكرية، وتكوين القوات الخاصة لتلك الدول، بالإضافة إلى منح العتاد العسكري المتطور ومن بين الدول التي دعمتها الجزائر خلال عهدة بوتفليقة هي السنغال، مالي، النيجر، موريتانيا، الصومال، السودان، بنين، كوت ديفوار، جزر القمر … ودول جنوب الصحراء قصد مساعدتها على تجاوز الأزمة الغذائية.

### الفترة الرئاسية الثانية
في 22 فبراير 2004 أعلن عن ترشحه لفترة رئاسية ثانية، فقاد حملته الانتخابية مشجعاً بالنتائج الإيجابية التي حققتها فترته الرئاسية الأولى ومدافعاً عن الأفكار والآراء الكامنة في مشروع المصالحة الوطنية، ومراجعة قانون الأسرة، ومحاربة الفساد، ومواصلة الإصلاحات. وأعيد انتخابه يوم 8 أبريل 2004 بما يقارب 85% من الأصوات.
رحب المراقبون الغربيون بالانتخابات باعتبارها انتخابات حرة ونزيهة. وقد عارض على هذا منافسه رئيس الحكومة في عهدته الأولى علي بن فليس ورئيس الأركان السابق محمد العماري. ادعت عدة صحف أن الانتخابات لم تكن نزيهة وبتاريخ 03 أوت 2004 أعلنت رئاسة الجمهورية استقالة الفريق محمد العماري من منصب رئاسة أركان الجيش وتعيين الفريق أحمد قايد صالح.

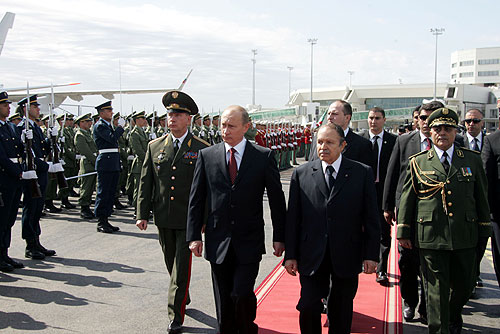
بوتفليقة مع رئيس روسيا آنذاك فلاديمير بوتين في مطار هواري بومدين بالجزائر العاصمة في 10 مارس 2006.

خلال السنة الأولى من عهدته الثانية، أجرى بوتفليقة استفتاء على ميثاق السلم والمصالحة الوطنية، أظهر القانون الصادر عن الاستفتاء أن أحد أهداف بوتفليقة في الترويج لخطة العفو الشامل هذه هو مساعدة الجزائر على استعادة صورتها دولياً وضمان حصانة الجهات الفاعلة المؤسسية وتعزيز الثقة بين الجزائريين. وكانت نتائج الاستفتاء بـ «نعم» 97,36 بالمائة.

#### مرضه
أصيب بوعكة صحية غير خطيرة في 26 نوفمبر 2005 ونقل لمستشفى فرنسي، في ظل فوضى إعلامية كبيرة. خرج بعدها من المستشفى في 31 ديسمبر 2005.
طبيعة المرض الرسمية تقول بأنها قرحة معدية، واتهمت أجهزة التلفاز الرسمية أوساط أجنبية بإثارة الشائعات في وقت نسبت الصحف الفرنسية لمرافقة نيكولا ساركوزي إنه كان بخطر واضح كاد يؤدي بحياته في ساعات.

#### محاولة الاغتيال
في 6 سبتمبر 2007 تعرض لمحاولة اغتيال في باتنة (400 كم عن العاصمة) حيث حصل انفجار قبل 40 دقيقة من وصوله للمنصة الشرفية خلال جولة له شرق البلاد، وقد خلف الحادث 15 قتيل و71 جريح.
التفجير تم بواسطة انتحاري يحمل حزام ناسف حيث تم اكتشاف أمره من طرف شرطي هرب إلى الجمهور الذين ينتظرون الرئيس ففجر نفسه بين الحشود.
زار الرئيس مباشرة ضحايا الاعتداء، وأطل على الشاشة منزعجاً، قائلاً أن لا بديل عن سياسة المصالحة، متهماً أيضاً جهتين وراء الحادث.

### الفترة الرئاسية الثالثة
سمح تعديل الدستور لبوتفليقة بفرصة الترشح لعهدة رئاسية ثالثة بعد أن حدد النص السابق للدستور عدد العهدات لمرتين فقط.
فاز عبد العزيز بوتفليقة للمرة الثالثة على التوالي بالانتخابات الرئاسية في 9 أبريل 2009 بأغلبية ساحقة قدرت بنسبة 90.24%.
وقد أعلن نيته للترشح لولاية رابعة في خضم ضجج أثيرت حول «لا ديمقراطية» القرار، وصحته، وفساد شقيقه السعيد بوتفليقة، وقامت احتجاجات متفرقة منددة بذلك.

#### عودة المرض
تعرض بوتفليقة للمرض مرة ثانية إثر جلطة دماغية، ونقل مباشرة إلى مستشفى فال دو قراس العسكري في فرنسا، أبريل 2013 ثم نُقل إلى مصحة ليزانفاليد بباريس.
عاد بوتفليقة إلى الجزائر يوم 17 يوليو 2013 وهو على كرسي متحرك، مما زاد في الجدل حول قدرته على تولي مهام الحكم في البلاد. ودفع هذا الوضع الصحي ببعض أحزاب المعارضة للمطالبة بإعلان شغور المنصب وتنظيم انتخابات مسبقة وفقا للمادة 88 من الدستور بسبب عجز الرئيس عن أداء مهامه
في 16 جويلية 2013 عاد الرئيس بوتفليقة إلى الجزائر بعد غياب تجاوزت مدته ال80 يوم.
بسبب المرض غاب عن عدة مناسبات تعود على حضورها، أهمها: ذكرى عيد الاستقلال، نهائي كأس الجزائر، تخرج الدفعات بأكاديمية شرشال العسكرية، ليلة القدر، وصلاة عيد الفطر.

### الفترة الرئاسية الرابعة
فاز بعهدة رئاسية رابعة في الانتخابات الرئاسية الجزائرية ل 17 أبريل 2014 بالأغلبية من مجمل الأصوات المعبر حيث كشفت نتائج الانتخابات تفوقه بنسبة تصويت بلغت 81,53 بالمائة من ما نسبته 51.3 بالمئة من مجموع الناخبين المسجلين، بالرغم من حالته الصحية التي ظهر بها عند دخوله لمركز الاقتراع وكذلك عند أدائه للقسم، حيث كان يتنقل باستخدام كرسي متحرك.

### الترشح لفترة رئاسية خامسة
كان بوتفليقة أحد المترشحين لمنصب رئيس الجمهورية بعد أن قدم ملف ترشحه للمجلس الدستوري. ولكن قيام مظاهرات مناهضة للعهدة الخامسة جعله يتراجع.
في يوم 11 مارس 2019 أعلن الرئيس عبد العزيز بوتفليقة تأجيل الانتخابات الرئاسية لعام 2019 التي من المفترض ان تجرى في شهر أبريل القادم ويعلن أيضاً إنه لن يترشح للانتخابات الرئاسية المقبلة.

### الاستقالة
استقال الرئيس عبد العزيز بوتفليقة يوم الثلاثاء 2 أبريل 2019 قبل أسابيع قليلة من نهاية عهدته في 28 أبريل، بعد مظاهرات شعبية عرفت بـالحراك خرجت خلال ستة أسابيع في كل جمعة رافضة لسلطته ومناهضة لمقترح التمديد أو التأجيل.
وقدم بوتفليقة رسالة استقالته إلى رئيس المجلس الدستوري ليشرع هذا الأخير في إجراءات إعلان شغور منصب الرئيس ومن ثم التحضير لفترة انتقالية تنتهي بانتخاب رئيس جديد.

## تكريمات وأوسمة

### تكريمات
- دكتوراه فخرية من جامعة بكين.[125]

### أماكن
- شارع عبد العزيز بوتفليقة بلدة طمون، محافظة طوباس  فلسطين.[126][127][128][129][130][131]
- شارع عبد العزيز بوتفليقة مدينة بامكو،  مالي.[132]
- شارع عبد العزيز بوتفليقة مدينة نيامي،  النيجر.[133]

### أوسمة
- وسام الاستحقاق الوطني الجزائري.
- النجمة العظمى لوسام الشرف للخدمات المقدمة لجمهورية النمسا.
- الطوق الأعظم لنيشان الأمير هنري.
- نيشان خوسيه مارتي، كوبا.
- وسام الصليب الأعظم المُطوَّق من رتبة استحقاق للجمهورية الإيطالية.
- وسام طوق الاستحقاق المدني (2002).

## أهم المشروعات والإنجازات في عهده
تعد فترة حكم عبد العزيز بوتفليقة والتي تمتد من 1999 إلى غاية 2019 فترة بناء هامة في تاريخ الجزائر بعد الاستقلال وكذلك بعد العشرية الدموية حيث بعد انتخاب بوتفليقة شرع مباشرة في فتح عدة ورشات ومشاريع لإعادة البناء بشتى أنواعها فمنها من هو منتهي ودخل الخدمة ومنها ما يزال قائم كمشروع وهذه أبرز المشاريع والإنجازات خلال عهداته:

### قطاع الشؤون الدينية
- مسجد الجزائر الأعظم.[134][135][136]
- الزاوية البلقايدية الهبرية يضم مركز للتكوين المهني.[137][138]

### الجيش والأمن
- تطوير وتحديث الجيش الوطني الشعبي الجزائري بأحدث الأسلحة والتقنيات (سوخوي 30، تي-90، أس - 300، تيرميناتور 2).[139][140][141][142]
- إنشاء عدة مصانع عسكرية منها: مرسيدس بنز الجزائر، نمر الجزائر.[143]
- المدرسة العليا العسكرية للإعلام والاتصال.[144][145]
- مدرسة ضباط الشرطة سطيف.[146]
- مستشفى عين النعجة العسكري 2.
- المديرية العامة للتوثيق والأمن الخارجي (DGDSE)

### السكن والبناء
- مشاريع السكن المتنوعة الصيغ: إنجاز 4,3 ملايين وحدة سكن منذ 1999.[147][148][149]
- المدينة الجديدة علي منجلي.[150]
- مشروع المدينة الجديدة بوغزول.[151]

### قطاع التربية والتعليم العالي والتكوين

#### التعليم العالي
- المدرسة العليا للأساتذة مسعود زغار بالعلمة ولاية سطيف.[152]
- المدرسة العليا للأساتذة بوسعادة.[153][154]
- المدرسة الوطنية لمهندسي المدينة تلمسان.[155]

#### التكوين
- المعهد الوطني للتكوين المهني بلدية حساني الوادي.[156]

### النقل والمواصلات

#### الطرق والنقل البري
- إكمال الطريق السيار شرق-غرب.[157][158]
- إتمام طريق الوحدة الأفريقية (الطريق العابر للصحراء).[159]
- المحطة البرية لنقل المسافرين الوادي.[160]

#### المطارات
- مطار الجزائر الجديد (المحطة الدولية الجديدة).[161][162][163]

#### الموانئ
- ميناء شرشال الجديد (ميناء الحمدانية).[164][165][166]
- ميناء وادي الزهور سكيكدة.[167][168][169]
- ميناء بنى كسيلة بجاية.[170][171]
- ميناء مداغ عين تموشنت.[172][173]
- ميناء سيدنا يوشع تلمسان.[174][175]

### الصحة
- مستشفى العلمة الجديد العلمة ولاية سطيف.
- مستشفى سيدي عقبة ولاية بسكرة.[176]
- مستشفى عمي موسى بلدية عمي موسى، غليزان.[177][178]

### الصناعة
- مصنع بلارة للحديد والصلب.[179][180][181]
- مصنع الإسمنت بتيمكتان، ولاية أدرار.[182][183]

### الرياضة
- ملعب وهران الجديد.[184][185][186]
- المركب الرياضي الجديد لسطيف.[187]
- ملعب الدويرة.
- ملعب براقي.[186]
- ملعب عبد القادر خالف (تيزي وزو).[186]
- قاعة متعددة الرياضات الشهيد دركي علية الوادي.[188]

### السياحة والترفيه
- مشروع دنيا بارك.

### قطاع الموارد المائية
- سد الجدرة (سوق أهراس).[189][190]
- سد سوق الثلاثة (تيزي وزو).[191][192]
- سد ذراع الديس (تاشودة).[193]
- سد سيدي خليفة (أزفون).[194][195][196]
- سد بوزينة (باتنة).[197][198][199]

## الفترة الأخيرة والوفاة
في 3 أبريل 2019 في اليوم التالي لخروجه من السلطة اعتذر للجزائريين مشيدا بـ«إحراز تقدم كبير في جميع المجالات» خلال فترة رئاسته.
اعتقل العديد من أقاربه، بمن فيهم شقيقه سعيد، في الأسابيع التي أعقبت مغادرته رأس البلاد.
استمر في الإقامة في مقر الإقامة الرسمي في زرالدة، أو في مقر إقامته الخاص في الأبيار. يقضي معظم وقته في حديقة هذا السكن الأخير، واستفاد من طاقم وسيارة مع سائق. حاول دون جدوى إجراء اتصال مع القايد صالح الذي عارض أي حوار معه. ثم رفض بوتفليقة طلب الإفراج عن شقيقه، معتقدًا أنه يستهدف عائلته في ظل ظروف استقالته القسرية، ولم يفهم أسباب الانتفاضة. إلا أنه واصل متابعة الأخبار واستمرار الأحداث التي تهز البلاد. في الانتخابات الرئاسية التي جرت في 12 ديسمبر 2019 وفاز بها رئيس وزرائه الأسبق عبد المجيد تبون، صوت بالوكالة عن طريق شقيقه ناصر.
توفي عبد العزيز بوتفليقة يوم الجمعة 17 سبتمبر 2021 ميلاديًّا الموافق 10 صفر 1443 هجريًّا عن عمر ناهز 84 عامًا. وكانت وفاته قرابة الساعة 21 بتوقيت الجزائر، بمقر إقامته في زرالدة، إثر سكتة قلبية. وقد أعلنت رئاسة الجمهورية الجزائرية وفاته عبر القناة التلفزيونية العامة. وأُعلن الحداد الرسمي وتنكيس الأعلام في الجزائر لمدة ثلاثة أيام.
حضر تشييعه كل من رئيس الجمهورية عبد المجيد تبون، رئيس مجلس الأمة صالح قوجيل، رئيس المجلس الشعبي الوطني إبراهيم بوغالي، رئيس المجلس الدستوري كمال فنيش، الوزير الأول وزير المالية أيمن بن عبد الرحمن ورئيس أركان الجيش الوطني الشعبي الفريق السعيد شنقريحة وأعضاء من الحكومة وعدد من أفراد أسرته، إلى جانب أعضاء السلك الدبلوماسي المعتمد في الجزائر، وقد دُفن في مربع الشهداء بمقبرة العالية بجوار قبر الرئيس السابق أحمد بن بلة، بحضور وفد من الأئمة وشيوخ الزاوية البلقايدية وجمع من المجاهدين والمواطنين الجزائريين.

## رؤساء حكومات الجزائر خلال عهدته
| رقم | صورة | الاسم(المنصب) (الفترة)                     | فترة شغل المنصب | فترة شغل المنصب | الحزب                         |
| --- | ---- | ------------------------------------------ | --------------- | --------------- | ----------------------------- |
| 01  |      | أحمد بن بيتور الوزير الأول (العهدة الأولى) | 23 ديسمبر 1999  | 27 أغسطس 2000   | سياسي مستقل                   |
| 02  |      | علي بن فليس الوزير الأول (العهدة الأولى)   | 27 أغسطس 2000   | 5 مايو 2003     | جبهة التحرير الوطني الجزائرية |
| 03  |      | أحمد أويحيى الوزير الأول (العهدة الثانية)  | 5 مايو 2003     | 24 مايو 2006    | التجمع الوطني الديمقراطي      |
| 04  |      | عبد العزيز بلخادم الوزير الأول             | 24 مايو 2006    | 23 يونيو 2008   | جبهة التحرير الوطني الجزائرية |
| 05  |      | أحمد أويحيى الوزير الأول (العهدة الثالثة)  | 23 يونيو 2008   | 3 سبتمبر 2012   | التجمع الوطني الديمقراطي      |
| 06  |      | عبد المالك سلال الوزير الأول               | 3 سبتمبر 2012   | 24 مايو 2017    | جبهة التحرير الوطني الجزائرية |
| 07  |      | عبد المجيد تبون الوزير الأول               | 24 مايو 2017    | 15 أغسطس 2017   | جبهة التحرير الوطني الجزائرية |
| 08  |      | أحمد أويحيى الوزير الأول (العهدة الثالثة)  | 15 أغسطس 2017   | 11 مارس 2019    | التجمع الوطني الديمقراطي      |
| 09  |      | نور الدين بدويالوزير الأول                 | 11 مارس 2019    | 19 ديسمبر 2019  | سياسي مستقل                   |

## معرض صور

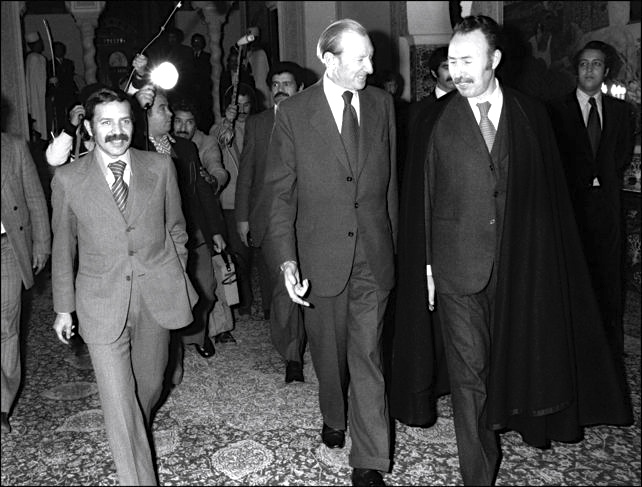
الجزائر 1975، الرئيس السابق للجمهورية الجزائرية هواري بومدين ووزير خارجيته عبد العزيز بوتفليقة.
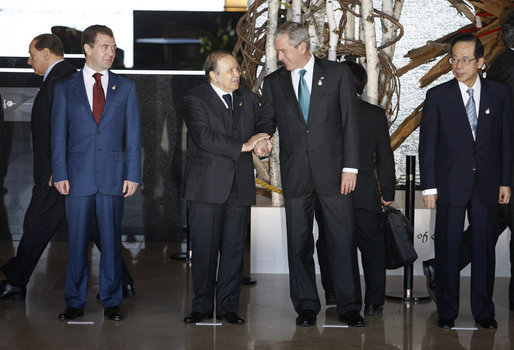
تبادل الرئيس جورج بوش والرئيس عبد العزيز بوتفليقة مصافحتهما في هوكايدو في 7 يوليو 2008.
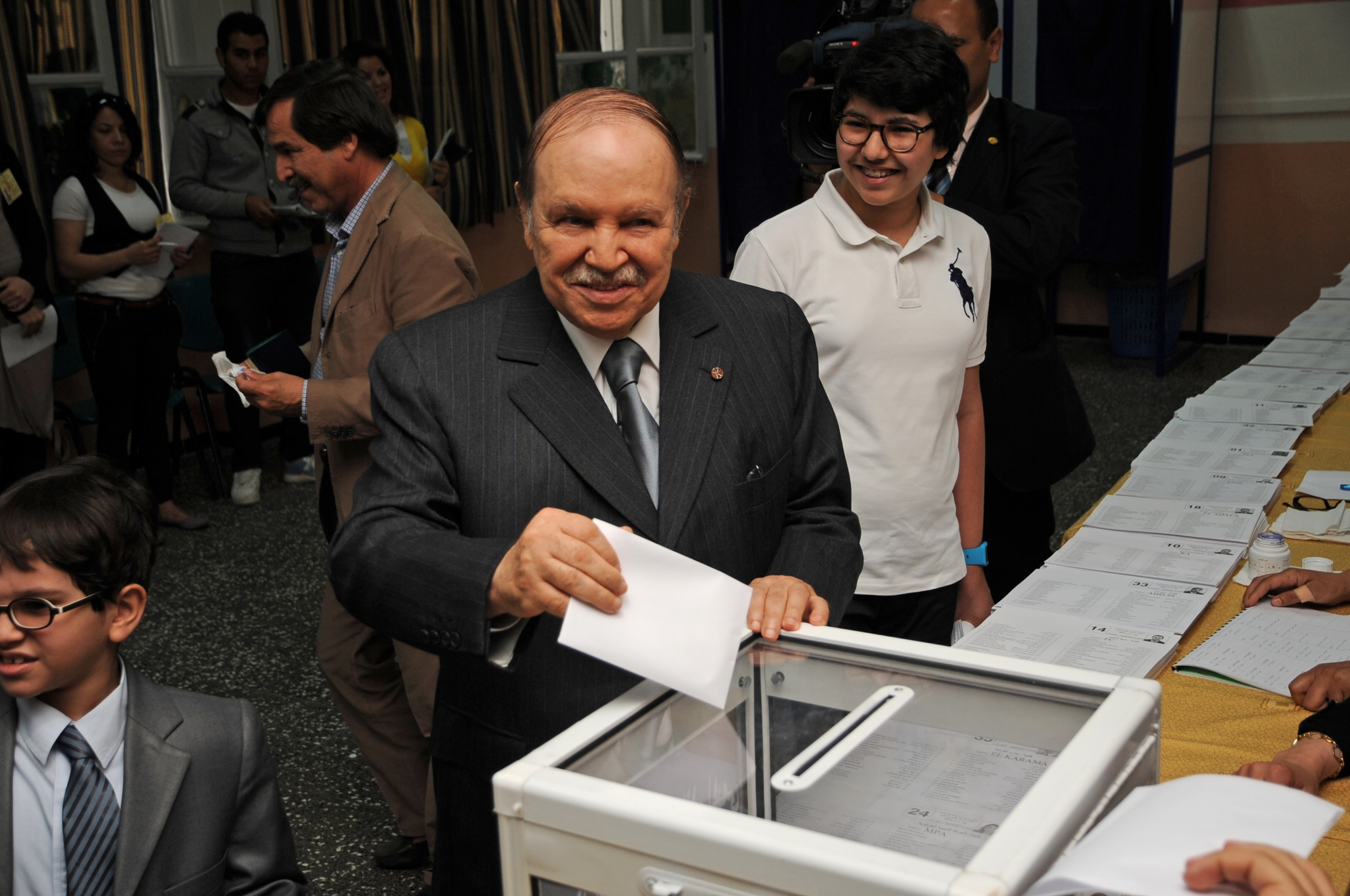
الرئيس عبد العزيز بوتفليقة يدلي بصوته في الانتخابات التشريعية 10 مايو 2012
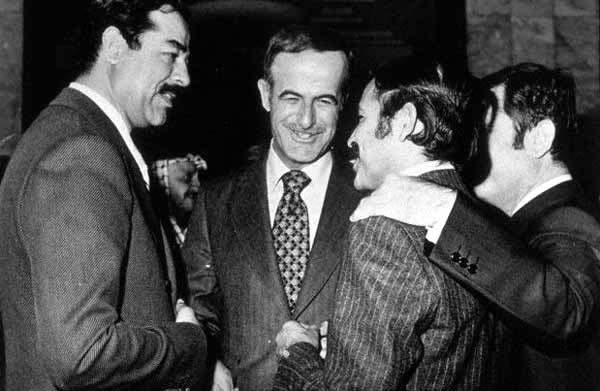
وزير الخارجية الجزائري عبد العزيز بوتفليقة، الرئيس السوري حافظ الأسد (في الوسط) مع نائب الرئيس العراقي صدام حسين (يسار)، ونائب الرئيس السوري عبد الحليم خدام (أقصى اليمين، نصف مغطى) في قمة بغداد جامعة الدول العربية.
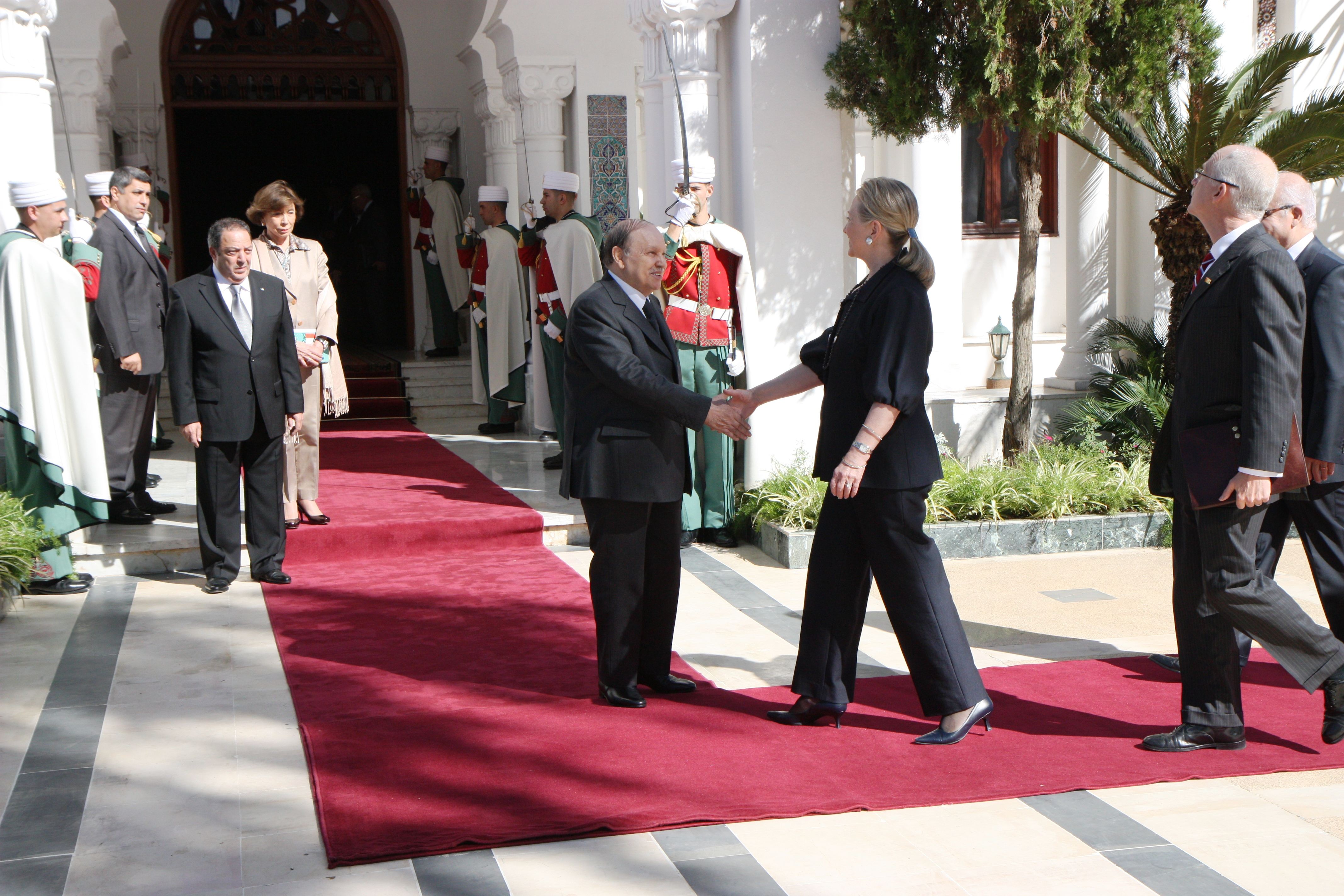
الرئيس عبد العزيز بوتفليقة يصافح وزيرة الخارجية الأمريكية هيلاري رودهام كلينتون. الجزائر العاصمة، الجزائر، 29 أكتوبر 2012.
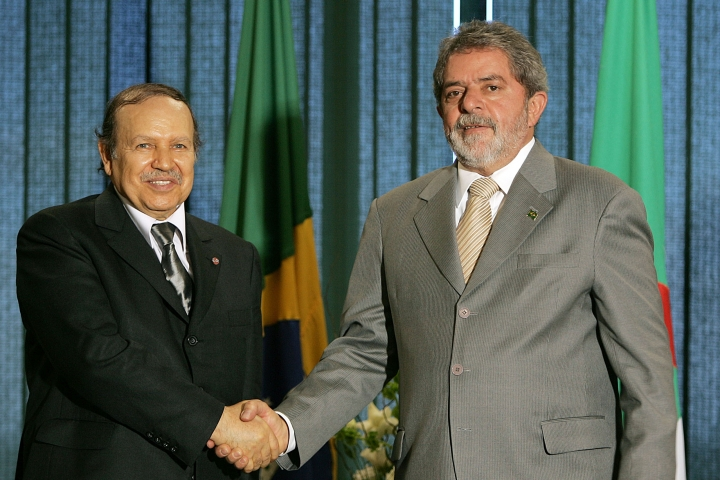
الرئيس عبد العزيز بوتفليقة يصافح الرئيس البرازيلي لولا.
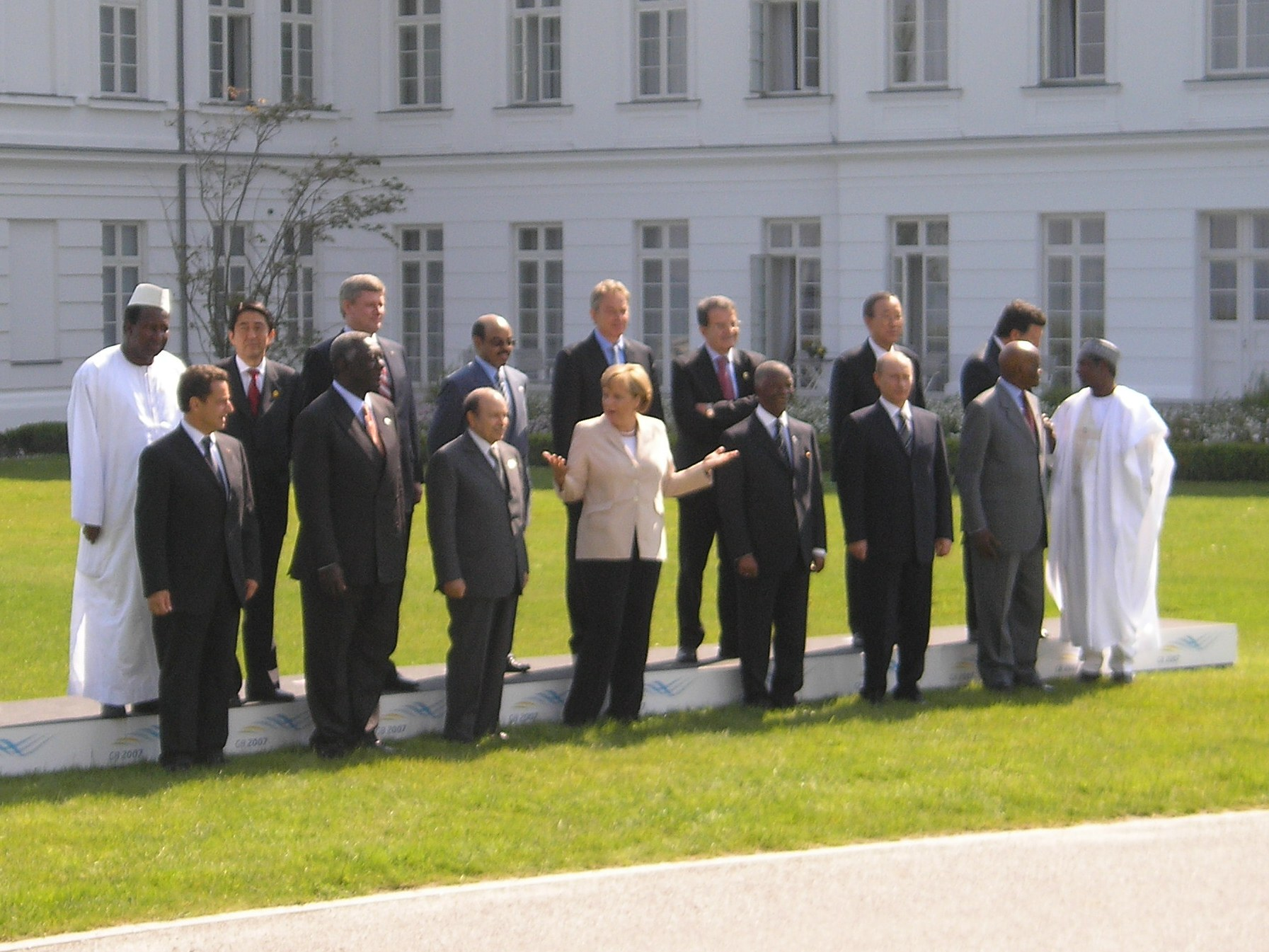
الرئيس عبد العزيز بوتفليقة في قمة مجموعة 8.
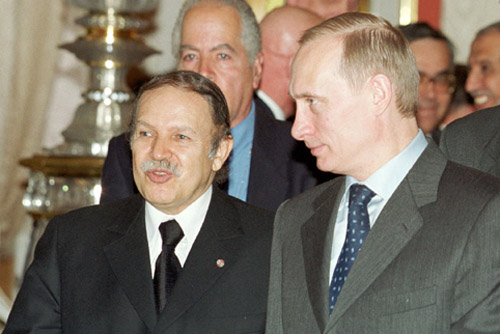
الرئيس عبد العزيز بوتفليقة مع الرئيس بوتين مع قبل المحادثات الروسية الجزائرية.قصر الكريملين، موسكو.2001

## الهوامش
- 1: بحسب رواية أوردتها صحيفة «سلايت أفريك» ووصفتها ب«شبه رسمية»[217] وتصفها الوطن[218] بأنها إرادة عبد العزيز بوتفليقة في «توجيه التاريخ» بأنه وُلد في تلمسان،[219][220] وهي مدينة في غرب الجزائر تُعدّ «معقله».[221] فقد استقر الشتات الجزائري في وجدة منذ عام 1850 بعد استسلام الأمير عبد القادر.[222] وفقًا لجون أفريك فإن «بوتفليقة كان دائمًا متحفظًا جدًا بشأن طفولته، وكون العلاقات بين [الجزائر والمغرب] الشقيقين العدوين في المغرب العربي أكثر من حساسة، ربما كان من الأفضل لرئيس الدولة الجزائرية عدم الإفراط في الحديث عن تجربته على الجانب الآخر من الحدود.» [223] لكن عبد العزيز بوتفليقة نفسه أشار إلى أصوله المغربية في عدة مناسبات.[224][225]
- 2: تاريخ هجرة أحمد بوتفليقة إلى المغرب موضوع اختلاف بين المصادر. مقال في جون افريك يضعها في «الثلاثينيات» القرن العشرين[226]، بينما تعتبر عدة مصادر أخرى أنه «هاجر إلى هناك في سن مبكرة جدًا».[223][227][228]
- 3: كانت مدينة وجدة، التي هي اليوم عاصمة جهة الشرق للمغرب، جزءًا منذ الثلاثينيات من «المنطقة الفرنسية للإمبراطورية الشريفية»، وذلك منذ خضوع المغرب للحماية الفرنسية عام 1912، على غرار كل المنطقة الشرقية المغربية على الحدود مع الجزائر. بناءً على نفس القوة الاستعمارية الفرنسية، تم دمجها في الواقع في مساحة اقتصادية مشتركة مع القطاع الوهراني الجزائري.[229] وجدة هي أيضًا، منذ غزو فرنسا للجزائر، واحدة من الوجهات الرئيسية للهجرة الاقتصادية الجزائرية.[230][231] بعد أن «سميت» هناك منذ إنشاء المحمية حتى عام 1926، كانت هذه الهجرة «مفضلة» هناك، حيث شكل المهاجرون الجزائريون في عام 1936 ما يزيد قليلاً عن 13٪ من سكان المدينة.[232][233]
- عُرف ذلك الانقلاب بـ (التصحيح الثوري)، وصار يوم 19 يونيو من كل سنة عطلة رسمية مدفوعة الأجر حتى سنوات بعد توليه الرئاسة، إلى أن أُلغيت في 2003.

## وصلات خارجية
- عبد العزيز بوتفليقة على موقع أرشيف الشارخ.
- عبد العزيز بوتفليقة على موقع IMDb (الإنجليزية)
- عبد العزيز بوتفليقة على موقع الموسوعة البريطانية (الإنجليزية)
- عبد العزيز بوتفليقة على موقع مونزينجر (الألمانية)
- عبد العزيز بوتفليقة على موقع إن إن دي بي (الإنجليزية)
- عبد العزيز بوتفليقة على موقع قاعدة بيانات الفيلم (الإنجليزية)
- عبد العزيز بوتفليقة على موقع أوليمبيديا (الإنجليزية)
- السيرة الرسمية في موقع رئاسة الجمهورية.